# Pfenderella
Pfenderella es un género de foraminífero bentónico de la subfamilia Pfenderininae, de la familia Pfenderinidae, de la superfamilia Pfenderinoidea, del suborden Orbitolinina y del orden Loftusiida. Su especie tipo es Pfenderella arabica. Su rango cronoestratigráfico abarca desde el Bathoniense hasta el Calloviense (Jurásico medio).

## Discusión
Clasificaciones previas incluían Pfenderella en la superfamilia Ataxophragmioidea, así como en el suborden Textulariina del orden Textulariida o en el orden Lituolida.

## Clasificación
Pfenderella incluye a la siguiente especie:
- Pfenderella arabica